# Terracotta Warrior
Pour plus de détails, voir Fiche technique et Distribution.
Terracotta Warrior (秦俑, Qin yong), ou « le Guerrier de terre cuite », est un film hongkongais réalisé par Ching Siu-tung, sorti en 1989.

## Synopsis
La Chine, il y a 3000 ans, sous la dynastie des Qin. L'Empereur demande à un bataillon de chimistes de lui trouver la formule de l'immortalité. Parallèlement, deux amants sont condamnés à mort. En 1930, leur histoire va ressurgir à nouveau...

## Fiche technique
- Titre : Terracotta Warrior
- Titre original : 秦俑 (Qin yong)
- Réalisation : Ching Siu-tung
- Scénario : Pik Wah Li
- Pays d'origine : Hong Kong
- Format : Couleurs - 2,35:1 - Dolby - 35 mm
- Genre : Aventure, comédie, fantastique et historique
- Durée : 145 minutes
- Date de sortie : 1989

## Distribution
- Zhang Yimou : Fong Tian
- Gong Li : Lili Chu
- Yu Rongguang : Fei Bai-yun
- Luk Suk-bung : Empereur Qin
- Chiu Lo-cheung : Général Kam